# الجغرافيا اليونانية الرومانية

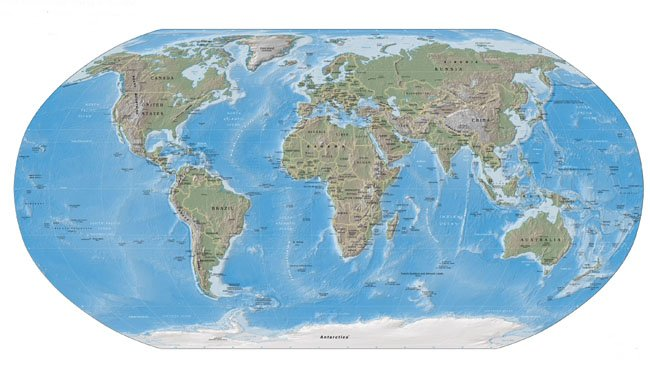
خارطة الأرض

إن أكثر الباحثين الذين يتناولوا الفكر الجغرافي في حوض البحر المتوسط أشاروا إلى وحدة فكرية جمعت بين حوضين. معتبرين الحضارة الرومانية امتدادا«فكريا» للحضارة اليونانية (الهيلينية) متناسين الفواصل التاريخية بين الحضارتين سواء كانت سياسية ام فكرية، وقد يكون معهم بعض الحق، الا اننا وجدنا ان المقومات الفكرية والاتجاهات العامة للفكر الجغرافي تتميز في كل من المرحلتين بميزات خاصة وقد يكون وراء ذلك العامل الزمن فقد تلت الحضارة الرومانية الحضارة اليونانية بفاصل زمني قد يصل إلى حوالي خمسة قرون.
ومن الامور التي ترتبط بين الحضارتين اليونانية والرومانية. ان جزءا كبيرا من نشاطها الفكري حدث بعيدا عن مراكزها الجغرافية في كل من شبه جزيرة اليونان التي تمثل النشاط الفكري لليونان وشبه جزيرة إيطاليا التي تمثل الموطن الجغرافي النشاط الفكري الروماني. فكلا الحضارتين اتخذتا من مهد الحضارتين العراقية والمصرية مركزا مهما لنشاطهما الفكري. فجاءت افكارهما متقاربة بسبب وحدة البودقة التي انصهرت فيها الحضارتين العراقية والمصرية والتي نشأ عنها ما يعرف بالحضارة الهانستية.

## الفكر الجغرافي في الحضارة اليونانيه
سبقت الحضارة اليونانية وقبل الاف السنين بجهود علمية اصلية في كل من مصر والعراق وغيرها من اقطار الشرق القديم ومعنى ذلك ان المعرفة اليونانية كانت عملية احياء قبل ان تكون عملية اختراع والفكر الجغرافي بصورة عامة قد حضي بعناية خاصة ولاسيما في مظهره الفلكي الخلاب الذي استطاع ان يجلب انتباه فلاسفة الإغريق وحكمائهم.
ويمكن القول ان الجغرافيا قد احزرت على ايدي الإغريق تقدما كبيرا إلى حد بعيد فقد بدأت الجغرافية لديهم كتأملات فلسفية ضلت طويلا مرتبطة بهذا الإطار التأملي الفلسفي غير قادرة على الفكاك منه والانطلاق إلى ان رسخت الحقيقة المتعلقة كروية الأرض كما بدأت نظرية المناطق تدخل نطاق الفكر وحينئذ استقر للجغرافية اساس ثابت شيدوا عليه صرح تقدمها وبذلوا الجهود لتطويرها.
وفي حالة تطور مفهوم الجغرافية وفرعها فإن كافة الفروع الرئيسية للجغرافية قد نشأت وتأسست على ايديهم وفي مجال بحث الفكر الجغرافي اليوناني تبرز فروع الجغرافية كمعرفة جديدة مجال الجغرافية وهذا شي جديد بالنسبة للفكر الجغرافي العالمي كان ظهوره في فكرة الحضارات القديمة محدودا ولكن لابد من ذكر الحقيقة انه يجب ان لاننسى العامل الزمني فقد سبقت الحضارات القديمة الحضارة اليونانية وفكرها الجغرافي بأكثر من الفي سنة

### نشأة الكون في الحضارة اليونانية
لم يضف اليونانيون شياً يذكر إلى ماجاءت به الحضارة العراقية والحضارة المصرية في مجال خلق الأرض ونشأة الكون وإذا تذكرنا قصة الخليقة العراقية وقصة خلق الأرض في الحضارة المصرية نجد ان ما جاء به طاليس وأعتبره نظرية يونانية ماهو الا ترديد لما اكدت عليه الحضارتان العراقية والمصرية
وإذا تتبعنا حياة طاليس نفسه نجده متأثراً وناقلا للفكر المصري والعراقي فقد عاش طاليس في مدينة ميلطس المصرية مع جماعة من المفكرين والذي شغل تفكيره بالبحث في المادة وجوهر الاشياء وقد جهد هولاء المفكرون في تفريد مادة عامة وتجريدها من بين الموجودات وجعلها المادة الأولى في تركيب الاشياء وفي تفسير اختلافاتها وتغيراتها، فرأى طاليس في عنصر الماء المادة الأولى،

### شكل الأرض عند اليونانيون
كانت الحضارة العراقية والحضارة المصرية قد حددتا فكرة عن شكل الأرض وتكوينها وعندما أصبحت قياده الفكر الجغرافي بيد اليونان حاول الفلاسفة اليونانيون تطوير الاراء السابقه وفلسفتها تبعأ لطبيعة عصرهم الذي سادت فيه فلسفة العلوم، وقد ناقش العلماء اليونانيون مسألة شكل الأرض وحركتها وكان اتباع غورس من اوائل المساهمين في مناقشة كروية الأرض وقد اعتمدوا واستندوا على المنطق أكثر من استنادهم عللى الادلة الخاصة بكروية الأرض وقد عدوا ذلك من الامور الخارقة، وقد جاءت محاولة اثبات الأرض من اثبات العكس أي اثبات انها ليست مسطحه وهذا ماكد عليه اصحاب فيثاغورس من كونها ليست مسطحه وبخصوص الاعتقاد الذي ساد الحضارات القديمه من ان الأرض تعتبر مركز الكون فقد عارضه الفيثاغوريون معتمدين على مصدر النور باعتبار ان مركز الكون لا بد ان يكون مضيئا وبما ان الأرض مظلمة فلا يمكن ان يكون مركز الكون مظلما كما انه يجب ان يكون ساكنا واعتقدوا بوجود مصدر للضوء والحرارة وموقعة وسط الكون والاجرام السماويه بما فيها الشمس تدور حول مصدر الحرارة والضوء وكذلك الأرض تدور حول النار المركزية
وقد اشار إلى حركة الأرض العالم هيكيتاس الذي سبق غيره في الاشاره إلى دوران الأرض وثبوت السماء وما فيها من نجوم فقد اعتقد بأن الأرض تدور بينما السماء ذات النجوم مستقره ثابته لاتتحرك.
وقد أشار اريستاركوس إلى ثبوت النجوم وسكون الشمس وأن الأرض هي التي تتحرك حول الشمس في محيط دائرة تحتل الشمس مركزها إضافة إلى إشارته إلى محور الأرض وبجانب العلماء فقد اهتم الفلاسفة بموضوع كرويه الأرض فقد أيدها الفيلسوف سقراط وقال بان الأرض ذات شكل كروي وانها معلقه في وسط الكون الذي هو كروي أيضا كما اعتقد بأنها ذات حجم بالغ الضخامة.
وجاء بعده افلاطون فأيد كرويه الأرض وعدها مركزا للكون مخالفا بذلك راي لفيثاغوريين وأشار إلى انها ثابتة ومستقره واعتقد أيضا بانها جسم كبير جدا ويشتمل على ثلاث أجزاء وان البشر يسكنو ن القسم الوسط.
والفيلسوف الثالث الذي أيد كرويه الأرض أرسطو والذي وضع الادلة التي تؤيد كرويتها ومنها.:
1. ظهور ظل الأرض المستدير على سطح القمر اثناء الخسوف الجزئي.
2. نجاح قياس محيط الأرض من قبل الرياضيين وهذا مؤشر صحة الكروية.
3. تباين احتفاء النجوم باختلاف دائرة العرض كل ماسار الإنسان شمالا وجنوبا.

وإذا حللنا الاراء السابقة بكروية الأرض وحركتها نجد ان العلماء اليونانيين متفقين على كورية الأرض الا انهم اختلفوا حول حركة الأرض ومركزها بالنسبة للكون

### محيط الأرض عند اليونانيين
نتيجة لتأكيد كروية الأرض من قبل العلماء الإغريق فقد برزت امامهم امكانية قياس محيط هذه الكرة ومن اوائل من قام بهذه المحاولة يودوكسوس (النصف الأول من القرن الرابع قبل الميلاد) الذي قدره بحوالي 44000 ميل ولكن المحاولة القريبة إلى الواقع تلك التي قام بها اراتوشين امام الجغرافيين من اعظم والذي عاش مابين 276- 192 ق.م ويعد من علماء الاسكندرية وقد كان في الاصل رياضيا بارزا ولكنه كرس جانبا مهما من جهوده للجغرافيا حيث قام بوضع مصنف جغرافية تناول فيه تطور الفكرة الجغرافية كما إشارة إلى طريقة قياس محيط الكرة الارضية وقام بقياس محيط الأرض وقطرها مستخدما نظام المثلثات قدرة محيط الكرة الارضية (26.660) ميلا وقد اجرى تجربته على اساس ملاحظة فرق درجة سقوط اشعة الشمس بين مدينتي اسوان والاسكندرية.

## الخرائط اليونانية
المتفق عليه ان الخرائط العراقية تعتبر من اقدم الخرائط التي ساهمت في بناء الفكر الجغرافي القديم حيث وضعت الخطوط الاساسية لعلم الخرائط فقد اتخذوا من رسمهم لتلك الخرائط معالم اساسية تتمثل في مقياس الرسم واتجاه الخرائط والمظاهر الطوبغرافية.
اما بالنسبة لليونانيين القدماء فمن الثابت انهم لم يبتكروا فكرة الخارطة بل اقتبسوها من البابليين ربما من المصريين أيضا ولذلك كانت بدايتهم للخرائط تكرارا لما ورثوها عن البابليين ومن اقدم الخرائط اليونانية الخارطة التي قام برسمها مندر (611-5407 ق.م) هو من مواليد آسيا الصغرى ومن مواليد مالطية ويعد أول إغريقي يقوم بعمل خارطة للعالم كما قام برسم خارطة أرضية للملاحين ومن أرائه اكتشاف تقوس الأرض ونها قائمة في الهواء ومن غير ان تعتمد على المياه أو على دعامة صلبة.
ثم جاءت خارطة هيكتيوس (550-485 ق.م) والذي يعد أول من جعل الخارطة جزء من النصف الجغرافي وهو تقليد سار عليه الجغرافيون اليونانيون من بعد وصورة الأرض على هيئة قرص مستدير يحيط به الاقيانوس واحتل البحر المتوسط الاسود وبحر الخزر معظم مساحة الخارطة وإضافة إلى عمل الخارطة وقد قام هيكتيوس بجمع كم هائل من المعلومات الجغرافية طبيعية وبشرية عن طريق التجار اليونانيين الذين يجوبون البحار والمناطق المحيطة بالبحر المتوسط. وقام بتبويب تلك المعلومات ثم قام بوضع أول كتاب جغرافي معروف وعنوانه – الفترات الزمنية –

## خارطة هيرودوت
يعد هيرودوت (484-425 ق.م) أبا للتاريخ اما خارطته فتعد من الخرائط اليونانية المبتكرة وقد رسمت على اسس غير رياضية قبل ان يتوصل اليونانيون إلى معرفة خطوط الطول ودوائر العرض فجاءت خارطته مخالفة لخارطة هيكتيوس والتي ظهرت فيها الأرض مسطحة دائرية لان هيرودوت اعتقد بان العالم أطول في امتداده بين الشرق والغرب منه بين الشمال والجنوب وكان يسخر من الذين يرسمون الأرض مستديرة ويجعلونها بالمياه.
ومن الامور التي جاء بها هيرودوت في خارطته اشارته لبعض المناطق المجهولة وقد إشارة خارطته إلى اتصال البحر الاحمر إلى المحيط الهنديوارتباط البحر المتوسط ببحر خارجي كما انه قام بتقسيم المناطق المحيطة بالبحر المتوسط إلى ثلاثة اقسام وهي أوروبا وآسيا وإفريقيا ومن الملاحظات حول خارطة هيرودوت ان بعض الأسماء فيها كانت غير دقيقة فقد وضعت بعض أسماء الجبال أسماء المدن إضافةً إلى اشارته غير الدقيقة إلى منابع بعض الانهار فقد ذكر ان الدانوب ينبع من جبال البرانيس وان النيل ينبع من جبال اطلس وان نهرالنيجر يحتل جزء من اعالي نهر النيل

## فروع الجعرافية وتبوبيها
قسم اليونانيون الجغرافية إلى قسمين رئيسيين هما الجغرافيا الفلكية وتتركز حول دراسة الكرة الارضية وابعادها وعلاقتها بالمجموعة الشمسية وخطوط الطول ودوائر العرض وحركة الأرض وكل ما يرتبط بالسماء والقسم الثاني يتضمن الجغرافية الوصفية الإقليمية وتشمل وصف البلدان والاقاليم مركزه على البيئة اليونانية (الإغريقية) في الدرجة الأولى فقد اضيفة لهذه الفروع البدايات الأولى للجغرافية الرياضية والنباتية.
وضمن الإطار الأول الذي تمثل بالجغرافية الفلكية فقد غلبت عليها الجوانب الطبيعية فأصبحت هنالك جغرافية اشبه ماتكون بالمقدمة بالجغرافية الطبيعية تناولت دراسة الفلك وقواعد الجغرافية العامة وقد اشرنا إلى ذلك في مجال كلامنا عن اصل الأرض وشكلها وحركتها وفي مجال قواعد الجغرافية الطبيعية العامة والتي تقع الآن ضمن اطار الجغرافية المناخية والجيمورفلوجية والمتمثلة في المناخ والتضاريس والانهار والزلازل والبراكين
ويأتي في مقدمة الامور الطبيعية التي اكد هليها الفكر اليوناني المناخ وما يرتبط به من اوائل الامور التي برزت في هذا المجال تقسيم العلم المعروف إلى مناطق مناخية ثم الدراسات التي تناولت تأثير المناخ على السكان وقد اكد العلماء اليونانيون على ان الأحوال السكانية ما هي الا انعكاس للأحوال المناخية فطباع البشر وعاداتهم وتقاليدهم متأثرة بذلك.
وقد أشار ارسطو في كتابة السياسة إلى ان سكان المنطقة الباردة احرار وشجعان وسكان المنطقة الجنوبية الحارة أذكياء ومهرة لكنهم خاملون اما المنطقة الوسطى وهي المنطقة المعتدلة التي تجمع بين الصفات المنطقتين فسكانها هم الذين يقودون الحضارة لأنهم يتقبلون التحضر ومنهم اليونانيون
ومن أهم الدراسات التي تناولت الأقاليم المناخية ما قام به هيبارخوس 190-125 ق.م الذي ادخل بعض التحسينات على الاسطرلاب وقد استفاد من ذلك في تحديد دوائر العرض ومتابعة اختلاف طول النهار في مناطق مختلفة فقد أدى به الأمر ان يجد مناطق عديدة مختلفة عرفت باسم climatai اما الجغرافية الوصفية والتي تمثل الجانب الثاني من الفكر الجغرافي اليوناني والتي يمكن تعريفها بإطار الأفق الجغرافي فقد كانت تمثل المعنى الحقيقي لمفهوم الجغرافية وفي مجال الوصف ساهم مع الجغرافيين العديد من غير الجغرافيين في أغناء هذا الجانب وكانت حصيلتهم اتساع الأفق الجغرافي اليوناني
وقد انحصرت أرائهم في الأمور الاتية:
1 - الاعتقاد بان جزء صغير من الأرض مسكون بالبشر ويتمثل في المنطقة الوسطى والمعتدلة
2 - اعتقدوا بأن المنطقة الباردة والحارة غير صالحة للسكن
3 - اعتقدوا بأن نصف الكرة الجنوبي غير مأهول بالسكان
الدراسات السكانية:-
يمكن ان نوجز التوجهات اليونانية الخاصة للدراسات السكانية للنقاط الآتية:
1 - احتلت مسألة السكان دوراً مهما من حيث أنها برزت في إشعارهم وأدبهم
2 - اشار الفلاسفة اليونانيون إلى خطر زيادة السكان وعدوها سبب الحروب ظهرت لديهم ظاهرة قتل الأطفال وأشبه ماتكون بالوأد.
3 - ان ابرز الافكار السكانية اليونانية هي مسألة الحجم الامثل للسكان وتم التأكيد على ذلك في جمهورية افلاطون المدينة الفاضلة واعتقد افلاطون ان الحجم الامثل للمدينة الاغريقية هو (5040)نسمة وهذا العدد كاف للسلم والحرب
4 - اعتقد أفلاطون ان الزيادة ان لم يسيطر عليها القوانين وصفية غير الحرب تقضي على كل نظام أساسه المساواة في الملكية
5 - اعتقد ارسطو ان النتيجة الحتمية لزيادة عدد السكان انتشار الفقر لان الموارد الاقتصادية لا يمكن زيادتها بنفس السرعة التي ينمو بها السكان ويؤدي انتشار الفقر إلى صعوبة إدارة الدولة
6 – لقد امن اليونانيون بسياسة الحد من المواليد عن طريق الإجهاض الصناعي أو تعريض الأطفال إلى الطبيعة والظروف الصعبة ليموت الضعفاء ويبقى الأقوياء منهم
7 - امنوا بالهجرة والاستعمار في حالة عدم السيطرة على الزيادة السكانية
8 - وضعوا بعض القوانين لتشجيع الزواج في فترات التي يتناقص فيها عدد السكان بسبب الحروب

## الفكر الجغرافي في الحضارة الرومانية
على ضوء دراسة التيارات السياسية القديمة في البحر المتوسط يمكن تقسيم حوض البحر المتوسط إلى حوضين احدهما في الشرق والثاني في المغرب. إذ إن امتداد شبه جزيرة إيطاليا واقترابها من جزيرة صقلية يكون حاجزا" يفصل بين جزئي البحر المتوسط.
ونظرا«لاقتراب الجزء الشرقي من مراكز الحضارة القديمة العراقية والمصرية فقد كان نصيبه من الإحداث التاريخية أكثر وأقدم من الجزء الغربي. وكان من نصيب الحوض الشرقي مجيء الأقوام اليونانية واستقرارها في شبة الجزيرة اليونان وأجزاءها الشرقية، الأمر الذي هيأ له فرصة الاحتكاك بمراكز الحضارة القديمة قبل جزء الغربي الذي كان بعيدا» عن مراكز الحضارة، إلا انه من حسن الحظ إن يكون الفينيقيون همزة الوصل بين الحوضين منذ تاريخ قديم، والذي يقارن بين جزئي حوض البحر المتوسط يجد المقومات الطبيعية التي توفرت للحوض الشرقي تميزه عن الحوض الغربي. فكثرة الأرخبيلات والجزر التي يمتلكها الحوض الشرقي تفوق ما يمتلكه الحوض الغربي الأمر الذي انعكست أثاره على طبيعة الحياة السياسية التي تطورت في كل حوضين. فقد امتازت الوحدات السياسية التي برزت في الحوض الغربي بخاصية الوحدة السياسية في الوقت الذي زاد فيه عدد الوحدات السياسية التي قامت في الحوض الشرقي عن الحوض الغربي.

## مقومات الفكر الجغرافي الروماني
لقد اشرنا قبل قليل إلى ان الفكر الروماني ما هو الا امتداد للفكر الجغرافي اليوناني ولكنه تطور واخذ طابعا«متميزا» نتيجة لطبيعة المرحلة الزمنية وبرزت هذه الخصائص بشكل بارز وواضح من خلال تتبع افكار العلماء الجغرافيين الذين برزوا في العصر الروماني. ومن الخصائص التي برزت في افكار الروماني لتميز عن الفكر اليوناني جوانب متعددة.

### نظام الكون
اهتمت الدراسات الفلكية في مرحلة الحضارة الرومانية بالدراسات الكونية وقد اعتقد بعض المفكرين الرومان بأن الكون سر مدى خالد وان النجوم مقدسة ولها تأثير على حياة الإنسان وان الشهب والنيازك توضح مستقبل الشعوب على سطح الأرض. وحتى بطليموس الذي اشتهر كعالم جفرافي فقد اكد على تأثير النجوم والكواكب على الاشخاص والبلاد.
وقد اهتم الرومان بموضوع الشمس بأعتبارها المؤثر الرئيسي على الكثير من المظاهر الارضية كما اهتموا بدراسة القمر وعدوه ارضا، لأن الشمس تترك نصف في الظل وقالوا بأن القمر قريب جدا من الأرض وانه أصغر منها. وقد اجمع كافة الباحثين الرومان على كروية الأرض واستقرارها في مركز الكون ومنهم بليني في القرن الأول الميلادي وبطليموس في القرن الثاني الميلادي، وبعضهم إشارة إلى حركتها حول نفسها ومنهم شيشرون وسنيكا.

#### حجم الأرض وخصائص العالم المعروف
من الامور التي امتاز بها الفكر الروماني تركيزه على حجم الأرض، فقد اعتمد الرومان بصغر حجم الكرة الارضية بالنسبة للكون الفسيح وبالتالي اتضح مدى صغر مساحة العالم المعروف والمعمور على سطح الأرض بالنسبة للكرة الارضية.
وبذلك بدأ التفكير في امكانية وجود اجزاء من الكرة الارضية مازالت غير معلومة ومن المحتمل ان تكون اهلة بالسكان وكان من الصعب الوصول اليها لتعذر الملاحة في المحيطات التي تفصل بين الكتل السياسية.
وقد تم التركيز على القارة الجنوبية التي تمتد إلى القطب الجنوبي ومن الجدير بالذكر ان هيرودوت إشارة اليها. وفي العصر الروماني اكد عليها بطليموس الذي تصور انها كبيرة بدرجة تقلق المحيط الهندي من الجنوب ليصبح بحرا«داخليا» كما انهم زعموا وجودة قارة في المحيط الغربي (الاطلسي) حيث يوجد متسع على سطح الكرة الارضية. يتسع لوجود كتلة يابسة كبيرة الحجم.
وقد وصف بطليموس تلك القارة المجهولة بقوله ان الجزء غير الاهل بالسكان من الأرض تحده من الشرق بلاد مجهولة تقع على طول المنطقة التي تشغلها الامم الشرقية من اسيا الكبرى وامم الصين والامم المنتجة للحرير. من الجنوب البلاد المجهولة التي تمتد حول البحر الهندي لتغلقه وكذلك اثيوبيا ممتدة جنوبي ليبيا حتى اوروبا ومن الشمال امتداد نفس المحيط الذي يطوق الجزر البريطانية

#### المجموعات الابشرية المجهولة
كان الافق الجغرافي اليوناني قد اتسع اتساعاً كبيراً فشمل معظم مناطق العالم القديم باستثناء الاطراف الشمالية للقارة الاوربية وأفريقية جنوب الصحراء وقد انعكس ذلك على الفكر الروماني الذي ركز على البحث عن المجهول، وقد اشرنا في النقطة السابقة إلى تركيز الرومان على المناطق المجهولة من الكرة الارضية ولكن البحث عن المجهول الذي اختص به الرومان إلى وجود مجموعات بشرية تعيش في المناطق المجهولة.
فقد تصور قراطليس محطيين متقاطعين احدهما مستعرض استوائي والاخر طولي قطبي يقسمان الأرض إلى اربع اجزاء عامرة واهلة بالسكان تتمكثل في ارض البشر الذين يسيرون معتدلين، وهم عبارة عن كائنات بشرية لهم بشرة شقراء ولهم صور خيالية ولكنهم من نسل الملائكة وهذا القسم تمثله قارة أمريكا الشمالية حالياً والقسم الثاني يشمل ارض البشر الذين يسرون مقلوبين على الوجه المقابل لنا من الأرض وهذا القسم تمثله قارة أمريكا الجنوبية ثم ارض البشر ذوي البشرة السوداء وهذا القسم تمثله قارة تمتد وراء المحيط الاستوائي الواقع جنوب أفريقيا. اما الجزء الرابع فيمثله العالم المعمور المعروف في ذلك العصر.
ولابد من الإشارة إلى ان الرومان اهتموا بدراسة السكان بالنسبة لدولتهم وجاءت اراؤهم مؤيدة للتنمية السكانية. ومن آراؤهم في السكان:-
- عد الرومان كثيرة النسل امراً محموداً وذلك لسيادة الروح العسكرية.
- تبنية سياسة تشجيع الزواج وعدم موافقتهم على العزوبية
- ازدياد الاهتمامهم بالإكثار من النسل عندما وجدوا قلة النسل بدأت بالظهور عقب الحروب البونية
- تحديد معوقات النمو السكاني بالفيضانات والأوبئة والمجموعات والحيوانات المتوحشة والحروب والثورات.

## التوجه نحو الدراسات الطبيعية
استمر الاهتمام بالدراسات الطبيعية والذي أكدت عليه الدراسات اليونانية القاعدة القديمة للفكر الروماني. ومن الظواهر الطبيعية التي نالت اهتمامهم ظاهرة المد والجزر لكونهم امة بحرية وفسروها بتفسيرات عديدة وجاء من بين تلك التفسيرات ربطها باوجه القمر
.
ومن الظواهر الطبيعية التي ركز عليها الفكر الروماني ظاهرة الزلازل والبراكين. وقد فسرها بعض علمائهم بأنها تحدث نتيجة للهواء المضغوط الذي ضغطه فيهز الأرض ويحث فيها عيوبا ومن ضمن علماء الجغرافيا سترابو
فبالنسبة إلى القارة الأوربية وفكرها الجغرافي في القرون الوسطى، كما الأثر سيئاً إذا استمرت أوروبا في رسم خرائطها مستمدة ذلك من الفكرة الرومانية التي تقوم على أساس القرص المستدير للعالم والذي يحيط به البحر من جميع الجهات ولكن يجب إن لا ننكر عليهم ما قاموا به من توسيع للأفق الجغرافي اذ بفضل الطرق التجارية والحربية التي أقيمت في العصر الروماني، تم الوصول إلى اجزاء لم تكن معروفة لليونانيين من قبل كما ظهرت في عهدهم بعض الاراء الفلسفية التي تركت بصمات واضحة على الفكر الجغرافي.